# براندون فلاور
براندون ريتشارد فلاورز (بالإنجليزية: Brandon Flowers)‏ (من مواليد 21 يونيو 1981) هو مغني أمريكي وكاتب أغاني وموسيقي ، وعازف لوحة المفاتيح ، وعازف الجيتار في فرقة الروك The Killers ، والتي سجل معها خمسة ألبومات .
بالإضافة إلى عمله مع فرقة Killers ، أصدرت شركة فلاورز ألبومين منفردين ، Flamingo (2010) و The Desired Effect (2015). وصل إلى المرتبة الأولى في لائحة ألبومات المملكة المتحدة سبع مرات ،  وعلى بيلبورد 200 مرة واحدة .

## روابط خارجية
- براندون فلاور على موقع IMDb (الإنجليزية)
- براندون فلاور على موقع ميوزك برينز (الإنجليزية)
- براندون فلاور على موقع رولينغ ستون (الإنجليزية)
- براندون فلاور على موقع إن إن دي بي (الإنجليزية)
- براندون فلاور على موقع أول ميوزيك (الإنجليزية)
- براندون فلاور على موقع ديسكوغز (الإنجليزية)
- براندون فلاور على موقع قاعدة بيانات الفيلم (الإنجليزية)